# 1925 في رومانيا
فيما يلي قوائم الأحداث التي وقعت خلال عام 1925 في رومانيا.

## رياضة
- 9 أغسطس – دوري الدرجة الأولى الروماني 1924–25 الفائز نادي تشينزول تيميشوارا.

## مواليد

### فبراير
- 7 فبراير – ماريوس كونستنت ملحن فرنسي.[1]
- 25 فبراير – نويل برنارد صحفي روماني.[2]
- 27 فبراير – كونستانتين مارين موسيقي روماني.

### مارس
- 1 مارس – سولومون ماركوس رياضياتي روماني.[3]

### أبريل
- 24 أبريل – يوجين ويبر مؤرخ أمريكي.[4]

### مايو
- 29 مايو – اروين فريدلاندر فيزيائي أمريكي.

### يونيو
- 20 يونيو – أندرياس كوفاتش[5]

### نوفمبر
- 6 نوفمبر – جيان أوريل[6]

## وفيات

### يناير
- 6 يناير – فرد فيشباك (مواليد 1894)[7]

### مايو
- 10 مايو – ألكساندرو مارغيلومان (مواليد 1854) دبلوماسي روماني.[8]

### أغسطس
- 17 أغسطس – إيوان سلافيتش (مواليد 1848) كاتب روماني.[9]